# A Bahama-szigetek az 1976. évi nyári olimpiai játékokon
A Bahama-szigetek a kanadai Montréalban megrendezett 1976. évi nyári olimpiai játékok egyik részt vevő nemzete volt. Az országot az olimpián 3 sportágban 11 sportoló képviselte, akik érmet nem szereztek.

## Atlétika
Férfi
| Versenyző                                               | Versenyszám     | Előfutam      | Előfutam      | Előfutam      | Negyeddöntő      | Negyeddöntő      | Negyeddöntő      | Elődöntő | Elődöntő | Elődöntő | Döntő   | Döntő    |
| Versenyző                                               | Versenyszám     | Idő           | Hely.         | Össz.         | Idő              | Hely.            | Össz.            | Idő      | Hely.    | Össz.    | Idő     | Helyezés |
| ------------------------------------------------------- | --------------- | ------------- | ------------- | ------------- | ---------------- | ---------------- | ---------------- | -------- | -------- | -------- | ------- | -------- |
| Mike Sands                                              | 400 m           | 46,52         | 2.            | 6.*           | 46,48            | 6.               | 14.*             | kiesett  | kiesett  | kiesett  | kiesett | kiesett  |
| Mike Sands                                              | 100 m           | 10,65         | 4.            | 25.           | nem állt rajthoz | nem állt rajthoz | nem állt rajthoz | kiesett  | kiesett  | kiesett  | kiesett | kiesett  |
| Leonard Jervis                                          | 100 m           | 10,87         | 7.            | 48.*          | kiesett          | kiesett          | kiesett          | kiesett  | kiesett  | kiesett  | kiesett | kiesett  |
| Clive Sands                                             | 100 m           | 10,82         | 6.            | 45.**         | kiesett          | kiesett          | kiesett          | kiesett  | kiesett  | kiesett  | kiesett | kiesett  |
| Clive Sands                                             | 200 m           | nem ért célba | nem ért célba | nem ért célba | kiesett          | kiesett          | kiesett          | kiesett  | kiesett  | kiesett  | kiesett | kiesett  |
| Walter Callander                                        | 200 m           | 21,79         | 4.            | 27.           | 21,78            | 6.               | 28.              | kiesett  | kiesett  | kiesett  | kiesett | kiesett  |
| Danny Smith                                             | 110 m gát       | 14,13         | 6.            | 16.           |                  |                  |                  | kiesett  | kiesett  | kiesett  | kiesett | kiesett  |
| Danny Smith Walter Callander Clive Sands Leonard Jervis | 4 × 100 m váltó | 40,47         | 5.            | 15.           |                  |                  |                  | 40,53    | 7.       | 13.      | kiesett | kiesett  |

| Versenyző      | Versenyszám | Selejtező                | Selejtező                | Döntő    | Döntő    |
| Versenyző      | Versenyszám | Eredmény                 | Helyezés                 | Eredmény | Helyezés |
| -------------- | ----------- | ------------------------ | ------------------------ | -------- | -------- |
| Fletcher Lewis | Távolugrás  | 773 cm                   | 12.                      | 761 cm   | 11.      |
| Phil Robins    | Hármasugrás | érvényes kísérlet nélkül | érvényes kísérlet nélkül | kiesett  | kiesett  |

Női
| Versenyző       | Versenyszám | Előfutam | Előfutam | Előfutam | Negyeddöntő | Negyeddöntő | Negyeddöntő | Elődöntő | Elődöntő | Elődöntő | Döntő   | Döntő    |
| Versenyző       | Versenyszám | Idő      | Hely.    | Össz.    | Idő         | Hely.       | Össz.       | Idő      | Hely.    | Össz.    | Idő     | Helyezés |
| --------------- | ----------- | -------- | -------- | -------- | ----------- | ----------- | ----------- | -------- | -------- | -------- | ------- | -------- |
| Shonel Ferguson | 100 m       | 12,26    | 6.       | 37.      | kiesett     | kiesett     | kiesett     | kiesett  | kiesett  | kiesett  | kiesett | kiesett  |

| Versenyző       | Versenyszám | Selejtező | Selejtező | Döntő    | Döntő    |
| Versenyző       | Versenyszám | Eredmény  | Helyezés  | Eredmény | Helyezés |
| --------------- | ----------- | --------- | --------- | -------- | -------- |
| Shonel Ferguson | Távolugrás  | 562 cm    | 28.       | kiesett  | kiesett  |

* - egy másik versenyzővel azonos időt ért el

** - két másik versenyzővel azonos időt ért el

## Úszás
Férfi
| Versenyző     | Versenyszám | Előfutam | Előfutam | Előfutam | Elődöntő | Elődöntő | Elődöntő | Döntő   | Döntő    |
| Versenyző     | Versenyszám | Idő      | Hely.    | Össz.    | Idő      | Hely.    | Össz.    | Idő     | Helyezés |
| ------------- | ----------- | -------- | -------- | -------- | -------- | -------- | -------- | ------- | -------- |
| Andy Knowles  | 200 m gyors | 2:00,18  | 5.       | 42.      |          |          |          | kiesett | kiesett  |
| Andy Knowles  | 400 m gyors | 4:10,78  | 6.       | 36.      |          |          |          | kiesett | kiesett  |
| Bruce Knowles | 100 m mell  | 1:11,65  | 6.       | 30.      | kiesett  | kiesett  | kiesett  | kiesett | kiesett  |

## Vitorlázás
Nyílt
| Versenyző       | Versenyszám | Futam | Futam | Futam | Futam | Futam | Futam  | Futam | Pontszám | Helyezés |
| Versenyző       | Versenyszám | 1     | 2     | 3     | 4     | 5     | 6      | 7     | Pontszám | Helyezés |
| --------------- | ----------- | ----- | ----- | ----- | ----- | ----- | ------ | ----- | -------- | -------- |
| Michael Russell | Finn dingi  | 33,0  | 27,0  | 24,0  | 24,0  | 29,0  | (34,0) | 28,0  | 165,0    | 25.      |